# Billy Bassett
William Isiah Bassett (ur. 27 stycznia 1869 w West Bromwich, zm. 8 kwietnia 1937 tamże) – piłkarz angielski, dyrektor i prezes klubu West Bromwich Albion. Szesnastokrotny reprezentant kraju.

## Kariera piłkarska
Billy Bassett miał zaledwie 165 cm wzrostu. Początkowo występował w amatorskich, lokalnych klubach. W 1886 roku przeszedł do West Bromwich Albion, dla którego rozegrał 261 spotkań i zdobył 61 bramek. 24 kwietnia 1894 w meczu towarzyskim przeciwko Millwall stał się pierwszym piłkarzem Albion, który został usunięty z boiska. Po raz ostatni w piłkarskiej karierze wystąpił 24 kwietnia 1899 w przegranym 1:7, ligowym meczu z Aston Villą.

### Mecze i bramki w reprezentacji

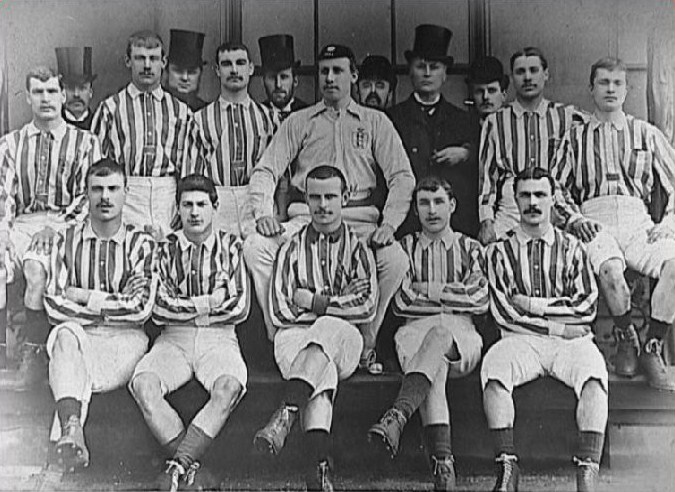
Piłkarze W.B.A. ze zdobytym w 1888 roku pucharem. Billy Bassett w dolnym rzędzie, drugi od lewej.

W reprezentacji Anglii zadebiutował 7 kwietnia 1888 roku w meczu przeciwko Irlandii. W sumie w narodowym zespole wystąpił 16 razy i zdobył 8 bramek
| #   | Data             | Miejsce                           | Mecz              | Wynik | Bramki | Rozgrywki                 |
| --- | ---------------- | --------------------------------- | ----------------- | ----- | ------ | ------------------------- |
| 1.  | 7 kwietnia 1888  | Ballynafeigh Park, Belfast        | Irlandia - Anglia | 1:5   |        | British Home Championship |
| 2.  | 23 lutego 1889   | Victoria Ground, Stoke            | Anglia - Walia    | 4:1   |        | British Home Championship |
| 3.  | 13 kwietnia 1889 | Kennington Oval, Londyn           | Anglia - Szkocja  | 2:3   |        | British Home Championship |
| 4.  | 15 marca 1890    | Racecourse Ground, Wrexham        | Walia - Anglia    | 1:3   |        | British Home Championship |
| 5.  | 5 kwietnia 1890  | Hampden Park, Glasgow             | Szkocja - Anglia  | 1:1   |        | British Home Championship |
| 6.  | 7 marca 1891     | Molineux, Wolverhampton           | Anglia - Irlandia | 6:1   |        | British Home Championship |
| 7.  | 6 kwietnia 1891  | Ewood Park, Blackburn             | Anglia - Szkocja  | 2:1   |        | British Home Championship |
| 8.  | 2 kwietnia 1892  | Ibrox Park, Glasgow               | Szkocja - Anglia  | 1:4   |        | British Home Championship |
| 9.  | 13 marca 1893    | Victoria Ground, Stoke            | Anglia - Walia    | 6:0   |        | British Home Championship |
| 10. | 1 kwietnia 1893  | Richmond Atheletic Ground, Londyn | Anglia - Szkocja  | 5:2   |        | British Home Championship |
| 11. | 7 kwietnia 1894  | Celtic Park, Glasgow              | Szkocja - Anglia  | 2:2   |        | British Home Championship |
| 12. | 9 marca 1895     | County Cricket Club, Derby        | Anglia - Irlandia | 9:0   |        | British Home Championship |
| 13. | 6 kwietnia 1896  | Goodison Park, Liverpool          | Anglia - Szkocja  | 3:0   |        | British Home Championship |
| 14. | 7 marca 1896     | Solitude, Belfast                 | Irlandia - Anglia | 0:2   |        | British Home Championship |
| 15. | 16 marca 1896    | Arms Park, Cardiff                | Walia - Anglia    | 1:9   |        | British Home Championship |
| 16. | 4 kwietnia 1896  | Celtic Park, Glasgow              | Szkocja - Anglia  | 2:1   |        | British Home Championship |

## Zarząd klubu

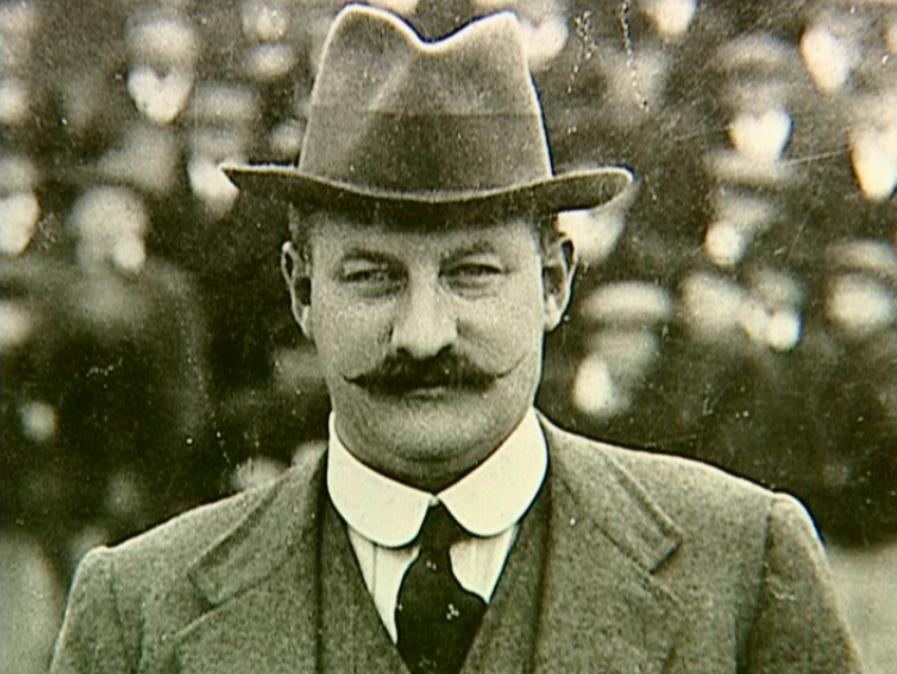
Billy Bassett jako prezes West Bromwich Albion.

W 1905 roku został dyrektorem Albion, tuż po rezygnacji poprzedniego zarządu. Klub miał wówczas problemy finansowe, które niebawem zostały zażegnane dzięki znalezieniu funduszy przez Bassetta i ówczesnego prezesa Harry`ego Keysa. W 1908 Bassett został prezesem Albion. Dwa lata później klub był bliski bankructwa, jednak by temu zapobiec Bassett wypłacał niekiedy pensje piłkarzom z własnej kieszeni. Prezesem West Bromwich Albion był do śmierci.
Zmarł 8 kwietnia 1937 roku w wieku 68 lat. Uczczono go minutą ciszy dwa dni później podczas półfinałowego meczu Pucharu Anglii rozegranego na Highbury, pomiędzy Albion a Preston North End.
W 1998 roku został wprowadzony do klubu 100 piłkarzy-legend The Football League, zaś sześć lat później wszedł w poczet 16 najlepszych piłkarzy w historii West Bromwich Albion.

## Sukcesy
West Bromwich Albion
- Puchar Anglii zwycięzca (1): 1887/1888